# Зонд 7
Зонд 7 е апарат от съветската програма Зонд и безпилотен вариант на космическия кораб Союз 7К-Л1.

## Програма
Основните цели на мисията са обикаляне на Луната, кацане на Земята на предварително планирано място. Планирано е приближаване до лунната повърхност на разстояние около 2000 km. Апаратът е оборудван с фотографска техника с висока разделителна способност за заснимане на лунната и земната повърхност от различна височина по време на полета.

## Мисия
Космическият апарат е успешно изстрелян на 7 август от космодрума Байконур с помощта на ракета-носител Протон. Изведена е на опорна околоземна орбита, а около един час по-късно сондата е ускорена до втора космическа скорост в посока към естествения ни спътник. По време на полета към Луната са направени три сесии фотографски снимки:
- Първа сесия – на 8 август (от 6:52 до 7:26 часа) – първите висококачествени снимки на Земята от височина 70 000 km. В центъра на кадрите е районът на Каспийско море;
- Втора сесия – на 11 август в (3:28 часа) – на разстояние от около 10 000 km на видимата страна на Луната;
- Трета сесия – започва около един час след приключването на втората и приключва малко преди навлизането в радиосянката на Луната. Център на снимките е отново Земята. Началото на снимките е когато корабът е на около 2000 km от лунната повърхност. На снимките се виждат и части от невидимата страна на Луната, а на снимките се вижда и Земята на лунния хоризонт.

След обикалянето на Луната сондата се насочва към Земята. Следва отделяне на спускаемият модул и приземяването му на Земята. Това става на около 50 km от разчетната точка, близо до град Костанай, тогава в Казахска ССР.

## Резултати
Това е първият полет на космическия кораб Союз 7К-Л1, който протича напълно успешно и безопасен за екипажа си, ако е бил пилотиран. Той има и пропаганден характер в т. нар. Космическа надпревара, защото само около 1 месец преди това Нийл Армстронг вече е стъпил на Луната.